# Sean Barnette
Sean Antwan Barnette (Rock Hill, 25 giugno 1986) è un cestista statunitense, professionista nella NBDL e in Europa.

## Palmarès
- NBA D-League: 1

Iowa Energy: 2011
- Campionato rumeno: 3

2015-16, 2017-18, 2018-19
- Campionato svizzero: 1

Fribourg Olympic: 2020-21
- Supercoppa di Romania: 1

CSM Oradea: 2020